# Blaptina
Sous-tribu
Les Blaptina sont une sous-tribu de coléoptères saprophages et nécrophages de la famille des Tenebrionidae. Les espèces de cette sous-tribu sont présentes sur tous les continents, à l'exception de l'Antarctique.

## Taxonomie
La sous-tribu des Blaptina est décrite en 1815 par le zoologiste britannique William Elford Leach.

## Liste des genres
Selon BioLib (7 novembre 2024) :
- Blaps Fabricius, 1775
- Coelocnemodes Bates, 1879
- Dila Fischer von Waldheim, 1844
- Dilablaps Bogatchev, 1976
- Hoplitoblaps Fairmaire, 1889
- Lithoblaps Motschoulsky, 1860
- Medvedevia Chigray, 2019
- Medvedevoblaps Bouchard & Bousquet, 2021
- Nalepa Reitter, 1887
- Thaioblaps Masumoto, 1989
- Thaumatoblaps Kaszab & G.S. Medvedev, 1984